# كارتوش فولواز (فلم)
كارتوش غولواز:لكاتبه ومخرجه الجزائري المغترب مهدي شارف،
الفيلم الذي أنتجته شركة «ليت ميديا» بشراكة جزائرية فرنسية، في إطار تظاهرة الجزائر عاصمة الثقافة العربية، وشارك في مهرجان كان الدولي 2007 خارج المسابقة الرسمية، يرصد يوميات آخر صيف فرنسي بالجزائر، من خلال الأبطال الرئيسيين للفيلم، وهم أربعة أطفال. الفتى علي وأصدقاؤه المستوطنون الثلاثة، وبعيون هؤلاء الأطفال الذين تختلف دياناتهم وأصولهم وتجمعهم الأرض والصداقة، يروي المخرج جانبا من الحياة اليومية بالجزائر قبيل إعلان الاستقلال ورحيل المستوطنين عنها.
ينتمي الفيلم إلى السينما الذاتية، وتناول فيه المخرج سيرته الذاتية الحميمية، لكن بخلفية تاريخية، تقنيا استطاع مهدي شارف إعادة تشكيل صيف 62 من خلال رؤية سينمائية كلاسيكية.

## خلاصة الفيلم
ما غاب عن الفيلم هو صورة الآخر، حيث تم تغييب المجاهدين، إن حضورهم كان كشخصيات ثانوية تحضر للحظات ثم تختفي، لم يجعلنا نستمع لوجهة نظرهم وتبريراتهم لما كانوا يقومون به، بل جعلنا نكتفي بالاستماع إلى وجهة نظر المستوطنين والجنود الفرنسيين الذين يصفونهم بالفلاقة، وهي التسمية الوحيدة التي أطلقت على المجاهدين الذين ظهروا بالمناسبة بلحى طويلة وعيون مكتحلة وأزياء قريبة إلى الزي الأفغاني، وسواء كان ذلك مقصودا أم غير مقصود، فإنه يقدم صورة مشوهة عن الثورة التحريرية.
وبما أن الفيلم يروي آخر أيام الاستعمار الفرنسي بالجزائر، فقد كان من المفترض أن يبرز المخرج مظاهر الفرح التي اجتاحت مدنها وقراها بعد إعلان الاستقلال في جويلية 62، في إطار السياق الطبيعي للأحداث، لكنه اكتفى بمشاهد بسيطة وحزينة للاحتفالات، كما ركز على الهواجس التي تنتاب البعض من مستقبل الجزائر بعد رحيل المستعمر، كحارس المحطة الذي يتساءل عن مستقبله، والعاهرة الجزائرية التي تفكر في مصيرها بعد خروج الفرنسيين بدل التركيز على آمال الجزائريين وتطلعاتهم للاستقلال.
هذه المشاهد، بالإضافة إلى مشهد بطلة الفيلم التي تقوم من الصلاة دون أن تختمها بالتسليم كلها تظهر بأن المخرج الذي غادر الجزائر وهو في التاسعة من العمر لا يعرف الكثير عن الجزائر وثقافتها، ولا تربطه بها إلا كمشة من ذكريا الطفولة التي فضل من خلالها التأريخ لفترة هامة من تاريخ هذا الوطن.

## وصلات خارجية
- مقالات تستعمل روابط فنية بلا صلة مع ويكي بيانات

1. ↑  "معلومات عن كارتوش فولواز (فيلم) على موقع unifrance.org". unifrance.org. مؤرشف من الأصل في 2020-12-02.
2. ↑  "معلومات عن كارتوش فولواز (فيلم) على موقع collections.cinematheque.qc.ca". collections.cinematheque.qc.ca. مؤرشف من الأصل في 2020-10-25.
3. ↑  "معلومات عن كارتوش فولواز (فيلم) على موقع cnc.fr". cnc.fr. مؤرشف من الأصل في 2021-03-08.